# Vinylacetat
Vinylacetat (abgekürzt auch VAM für Vinylacetat-Monomer bezeichnet) ist eine organisch-chemische Verbindung aus der Stoffgruppe der Carbonsäureester. Er liegt in Form einer farblosen Flüssigkeit mit süßlichem Geruch vor. Vinylacetat ist lichtempfindlich, es neigt dann dazu, spontan zu polymerisieren.

## Geschichte
Das monomere Vinylacetat wurde erstmals 1912 von Fritz Klatte bei Griesheim-Elektron dargestellt, indem er Acetylen in Gegenwart von Quecksilbersalz-Katalysatoren an Essigsäure addierte.

## Gewinnung und Darstellung
Die großtechnische Synthese von Vinylacetat erfolgt durch die selektive Gasphasenoxidation von Essigsäure mit Ethen in Gegenwart von Sauerstoff. Die Reaktion läuft dabei in dampfbeheizten Rohrbündelreaktoren bei Temperaturen von 150–160 °C und Drücken von 8–11 bar ab. Als Katalysatoren werden bimetallische Palladium-Gold-Schalenkatalysatoren eingesetzt.
Die Selektivität bezüglich Vinylacetat beträgt 92 %, die Raum-Zeit-Ausbeute liegt bei ungefähr 900 g/l in der Stunde.
Die Jahresnachfrage nach Vinylacetat beträgt in den Vereinigten Staaten ungefähr 1,14 Mio. Tonnen (Stand 2005).

## Eigenschaften

### Physikalische Eigenschaften
Vinylacetat hat eine Viskosität von 0,43 mPa · s bei 20 °C, eine spezifische Wärmekapazität von 1,926 kJ/(kg · K) bei 20 °C, eine spezifische Verdampfungsenthalpie von 379,3 kJ/kg, eine Polymerisationswärme von 1035,8 kJ/kg (bei 76,8 °C), eine molare Verbrennungsenthalpie von 2082,9 kJ/mol bei 25 °C. Die Dämpfe von Vinylacetat sind dreimal so schwer wie Luft. Mit Wasser bildet Vinylacetat ein Azeotrop, welches unter Normaldruck bei 66 °C siedet und 92,7 % Vinylacetat enthält.

### Chemische Eigenschaften
Vinylacetat polymerisiert sehr leicht unter dem Einfluss von verschiedenen Aktivatoren, z. B. Licht oder Peroxiden sowie auch thermisch bei Erwärmung. Die Polymerisationswärme beträgt −88 kJ·mol−1 bzw. –1020 kJ·kg−1. Als ein ungesättigter Ester sind eine Reihe von Additions- und Umesterungsreaktionen möglich.

### Sicherheitstechnische Kenngrößen
Vinylacetat bildet leicht entzündliche Dampf-Luft-Gemische. Die Verbindung hat einen Flammpunkt bei −8 °C. Der Explosionsbereich liegt zwischen 2,6 Vol.‑% (93 g/m³) als untere Explosionsgrenze (UEG) und 13,4 Vol.‑% (480 g/m³) als obere Explosionsgrenze (OEG). Entsprechend der Dampfdruckfunktion ergibt sich ein unterer Explosionspunkt von −10 °C. Die Grenzspaltweite wurde mit 0,93 mm bestimmt. Es resultiert damit eine Zuordnung in die Explosionsgruppe IIA. Mit einer Mindestzündenergie von 0,7 mJ sind Dampf-Luft-Gemische extrem zündfähig. Die Zündtemperatur beträgt 385 °C. Der Stoff fällt somit in die Temperaturklasse T2.

## Verwendung
Vinylacetat ist ein Monomer und wird überwiegend zur Herstellung von Polyvinylacetat und in geringem Umfang Vinylacetat-Copolymeren (wie Ethylenvinylacetaten oder Ethylen-Vinylalkohol-Copolymeren) und Polyvinylalkohol verwendet. Diese Polymere finden in Form von flüssigen Dispersionen, Dispersionspulver, Festharzen und Lösungen ihre Anwendung, insbesondere als Bindemittel im Bau-, Farben- und Lacksektor und als Rohstoff für die Klebstoff-, Papier- und Textilindustrie.

## Sicherheitshinweise / Risikobewertung
Vinylacetat ist als krebserzeugend nach EG-Kategorie 3 (Stoffe, die wegen möglicher krebserzeugender Wirkung beim Menschen Anlass zur Besorgnis geben) eingestuft. An der Luft kann Vinylacetat leicht explosive Peroxide bilden, was durch Zugabe von Stabilisatoren (z. B. Hydrochinon oder Methylhydrochinon in einer Konzentration von 3 bis 20 ppm) unterdrückt wird. 
Vinylacetat wurde 2016 von der EU gemäß der Verordnung (EG) Nr. 1907/2006 (REACH) im Rahmen der Stoffbewertung in den fortlaufenden Aktionsplan der Gemeinschaft (CoRAP) aufgenommen. Hierbei werden die Auswirkungen des Stoffs auf die menschliche Gesundheit bzw. die Umwelt neu bewertet und ggf. Folgemaßnahmen eingeleitet. Ursächlich für die Aufnahme von Vinylacetat waren die Besorgnisse bezüglich Verbraucherverwendung, hoher (aggregierter) Tonnage und weit verbreiteter Verwendung sowie der möglichen Gefahren durch reproduktionstoxische und sensibilisierende Eigenschaften sowie als potentieller endokriner Disruptor. Die Neubewertung fand ab 2019 statt und wurde von Lettland durchgeführt. Anschließend wurde ein Abschlussbericht veröffentlicht.